# Одержимість (фільм, 1976)
Одержимість (англ. Obsession) — американський трилер 1976 року режисера Брайана Де Пальми.

## Сюжет
Зловмисники викрадають дружину і дочку американського підприємця Майкла Куртланда, і під час рятувальної операції ті гинуть внаслідок нещасного випадку. Через шістнадцять років Майкл вирушає в ділову поїздку в Італію зі своїм бізнес-партнером Робертом. Там підприємець раптом зустрічає жінку Сандру, яка дуже схожа на його загиблу дружину. Майкл закохується в неї, але не підозрює, чим може завершиться для нього це знайомство.

## У ролях
| Актор                    | Роль                                 |
| ------------------------ | ------------------------------------ |
| Кліфф Робертсон          | Майкл Куртленд                       |
| Женев'єв Бюжо            | Елізабет Куртленд / Сандра Портинарі |
| Джон Літгоу              | Роберт Лассаль                       |
| Сільвія Куумба Вільямс   | покоївка                             |
| Ванда Блекман            | Емі Куртленд                         |
| Дж. Патрік МакНамара     | третій викрадач                      |
| Стенлі Дж. Рейс          | інспектор Брі                        |
| Нік Крейгер              | Фарбер                               |
| Стокер Фонтельє          | доктор Еллман                        |
| Дон Худ                  | Фергюсон                             |
| Андреа Естерхазі         | Д'Аннунціо                           |
| Томас Карр               | газетяр                              |
| Том Феллегі              | італійський бізнесмен                |
| Нелла Сімончіні Барбіері | міміс Портинарі                      |
| Джон Крімер              | суддя                                |
| Регіс Кордік             | диктор                               |
| Лорейн Деспрес           | Джейн                                |
| Клайд Вентура            | продавець квитків                    |
| Файн М. Когров           | секретар                             |